# Йеменско-ливийские отношения
Йеменско-ливийские отношения — двусторонние дипломатические отношения между Йеменом и Ливией.

## История
В 1970-х годах был конфликт между Йеменской Арабской Республикой (Северный Йемен) и Народной Демократической Республикой Йеменом (Южный Йемен), которые объединились только в 1990-м году. В ходе этого противостояния Ливия поддерживала Южный Йемен, который придерживался социалистической ориентации. По данным средств массовой информации, Ливия поставила 12 миллионов мин повстанцам в Северном Йемене. В 1979 году Ливийская Арабская Джамахирия выступила против президента Йеменской Арабской Республики Али Абдуллы Салеха, поддержав власти Южного Йемена во время войны между этими государствами.
После объединения Йемена в единое государство, президентом был избран Али Абдулла Салех. Между Йеменом и Ливией сложились очень напряжённые отношения, там как Али Абдулла Салех обвинил ливийские власти в поддержке террористов и в убийстве десятков тысяч мирных граждан, посредством поставки экстремистам противопехотных мин. В результате подрыва на ливийских минах погибло 50 тысяч йеменцев, 96 % из которых — дети. По данным главы Комитета по разминированию Йемена Касима аль-Аджама, в стране ливийские мины расположены в 19 из 21 округов. В 2007 году йеменский адвокат подал иск против ливийского лидера Муаммара Каддафи, заявив, что он ответственный за принятие решения по поставке противопехотных мин в Йемен в 1970-х и 1980-х годах. Адвокат добавил, что он подал коллективный иск от лица 180 семей погибших.

## Дипломатические представительства
Ливия имеет посольство в Сане, а Йемен имеет посольство в Триполи.

## Членство в международных организациях
Страны являются членами Движения неприсоединения, Лиги арабских государств, Совета экономического единства арабских государств, Организации исламского сотрудничества (ОИК) и ООН.